# 石堪
石 堪（せき かん、? - 333年）は、五胡十六国時代後趙の皇族。元々の名は田堪といった。

## 生涯
田氏の子として生まれた。
石勒の挙兵に従い、将軍に任じられた。やがて幾度も戦功を挙げた事から、石勒に養子として迎え入れられ、名を石堪と改めた。
328年4月、東晋領の宛城へ侵攻すると、これを攻略して南陽郡太守王国を降伏させた。これにより南陽都尉董幼は反旗を翻し、襄陽の兵を引き連れて石堪に降伏した。石堪はさらに軍を進めて豫州刺史祖約が守る寿春へ侵攻し、淮上まで軍を進めた。この時、祖約配下の陳光は挙兵して石堪に呼応し、共に祖約を攻めた。祖約はかろうじて逃れたが、陳光はそのまま石堪に帰順した。
6月、祖約配下の諸将はみな密かに後趙に使者を送って内応した。これを受け、石堪は石聡と共に淮河を渡ると、寿春を攻めた。7月、石堪らは祖約の軍を壊滅させ、歴陽へと敗走させた。こうして寿春は後趙の勢力圏となり、石堪らは寿春の民2万戸余りを引き連れて帰還した。
11月、石勒が自ら4万の兵を率いて洛陽にいる前趙皇帝劉曜討伐の兵を挙げると、石堪は石聡・豫州刺史桃豹らと共に、各々兵を率いて滎陽で合流した。12月、後趙の諸軍が成皋へと集結すると、劉曜は洛西の南北10里余りに渡って布陣した。石堪は石聡と共に各々精騎8千を率いて城西から北進すると、劉曜軍の前鋒と西陽門で決戦を繰り広げた。この時、石勒自らも閶闔門から出撃し、敵軍を南北から挟撃した。劉曜もまた自ら出撃すると西陽門に至ったが、その布陣が終わる前に石堪は敵本陣に急襲を掛けた。これにより完全に虚を突かれた劉曜軍は壊滅し、後趙軍は大勝して5万余りの首級を挙げた。劉曜は逃走を図るも、石堪はこれを捕らえて石勒の下へと護送した。
330年2月、石勒が趙天王を称すと、石堪は彭城王に封じられた。
332年、東晋の将軍趙胤が馬頭を攻略すると、石堪は将軍韓雍を救援に向かわせたが、間に合わなかった。これにより、南沙・海虞を落とされ、5千人余りが捕らえられた。
5月、石勒の病状が悪化すると、中山王石虎の命により石堪は襄国に召還された。
333年7月、石勒が崩御すると、皇太子石弘が後を継いだが、丞相となった石虎は朝政を専断し、要職にはみな自らの側近を起用した。その為、劉皇太后は石堪へ「先帝が崩御して以降、丞相の横暴はここまでのものとなった。皇祚が滅ぶのは久しくはないであろう。これこそ虎を養って自らが害されるというものだ。王はこれをどう図るというのか」と問うと、石堪は「先帝の旧臣は皆外に斥けられ、軍兵もまた我らの思い通りとなりません。宮殿の内には策略を巡らす所はありません。臣は兗州に出奔するよう請い、廩丘に拠ります。そして、南陽王（石恢）を盟主として担ぎ、太后の詔をもって諸々の牧・守・征・鎮に命じ、各々義兵を率いて共に桀逆を討つのです。そうすれば成功しない訳がありません」と答えた。劉氏は「事は急を要する。速やかに発するように。最も恐れるのは計画が滞っている間に変事が生じることです」と述べると、石堪はこれに同意した。
9月、石堪は人目につかないように微服（普段着）を着て襄国を出ると、軽騎兵を率いて兗州を強襲した。だが、攻略に手間取り、これを落とす事が出来なかった。その為、南へ逃走して譙城に入った。石虎はこれを知ると、配下の将軍郭太らを派遣して追撃を命じた。石堪は城父において郭太らに捕らえられてしまい、襄国へ送還されると、石虎により火炙りの刑に処された。劉皇太后もまた誅殺された。